# 红三叶
红三叶（学名：Trifolium pretense）是一种豆科植物。这种植物在中国新疆、吉林、云贵高原、湖北鄂西山地都有野生。红三叶原产于小亚细亚和西南欧，在欧洲各国及俄罗斯、美国、新西兰等国海洋性气候的地区广泛栽培。